# Male Shankara, Shimoga
Male Shankara là một làng thuộc tehsil Shimoga, huyện Shimoga, bang Karnataka, Ấn Độ.